# NGC 3331
NGC 3331 est une galaxie spirale barrée située dans la constellation de l'Hydre. Elle a été découverte par l'astronome américain Frank Müller en 1886.

## Caractéristiques
Sa vitesse par rapport au fond diffus cosmologique est de 3 984 ± 26 km/s, ce qui correspond à une distance de Hubble de 58,8 ± 4,1 Mpc (∼192 millions d'al).
La classe de luminosité de NGC 3331 est I et elle présente une large raie HI. Elle renferme également des régions d'hydrogène ionisé.

## Groupe de NGC 3313
NGC 3331 est un membre du groupe de NGC 3313. Outre NGC 3313, ce groupe compte au moins 5 autres galaxies : NGC 3335, IC 2589, IC 2594, ESO 501-1 et ESO 501-62.
NGC 3331 et donc toutes les galaxies du groupe de NGC 3313 font partie l'amas de l'Hydre (Abell 1060). L'amas de l'Hydre est l'amas dominant du superamas de l'Hydre-Centaure.